# Igor Son
Igor Son, född 16 november 1998, är en kazakisk tyngdlyftare.

## Karriär
I juli 2021 vid OS i Tokyo tog Son brons i 61-kilosklassen efter att ha lyft totalt 294 kg.
I februari 2023 stängdes Son av i åtta år, efter att ha testats positivt för dopning i mars 2022.